# Église Saint-Martin de Cintray
L'église Saint-Martin est une église catholique située à Cintray en France.

## Localisation
L'église est située dans le département français de l'Eure dans le bourg de la commune de Cintray.

## Historique
Le clocher octogonal est daté du début du XVIe siècle.
L'édifice est reconstruit au XIXe siècle,.
La flèche de l'édifice est classée au titre des monuments historiques le 15 juin 1920

## Architecture et mobilier
Le clocher comporte huit lucarnes en ardoise.
L'église possède des statues de qualité dont une Vierge à l'Enfant du XVe siècle.